# Agallia biplagiata
Agallia biplagiata är en insektsart som beskrevs av Melichar 1903. Agallia biplagiata ingår i släktet Agallia och familjen dvärgstritar. Inga underarter finns listade i Catalogue of Life.